# Mohamed Bellounar
Mohamed Bellounar, né dans la wilaya de Batna, est un wali et fonctionnaire dans l'administration publique en Algérie.

## Biographie
En 1962, Mohamed Bellounar, dit 'Salah', a été installé comme premier préfet de la préfecture des oasis.

## Révolution algérienne
Mohamed Bellounar a été un militant nationaliste algérien dans l'Union Démocratique du Manifeste Algérien (UDMA) puis dans le Mouvement Pour le Triomphe des Libertés Démocratiques (MTLD). 
Il a rejoint les rangs du Front de libération nationale (FLN) en 1955 et a été promu en officier dans la Sixième Wilaya Historique.
En tant que tel, il a été membre de la commission mixte qui a supervisé le cessez-le-feu entre l'Armée de Libération Nationale (ALN) et l'Armée Française en 1962.

## Après l'indépendance
Mohamed Bellounar a été Directeur de la société nationale de textiles (SONITEX) à Oran de 1966 à 1980.

## Fonctions
Ses principales fonctions occupées sont :
1. Wali des Oasis (El-Oued, Ghardaïa, Illizi, Laghouat, Ouargla, Tamanrasset): (1962-1964).
2. Directeur de SONITEX à Oran: (1966-1980).

## Itinéraire
| N° | Fonction                                                                   | Début          | Fin             |
| -- | -------------------------------------------------------------------------- | -------------- | --------------- |
| 01 | Wali des Oasis (El-Oued, Ghardaïa, Illizi, Laghouat, Ouargla, Tamanrasset) | 5 juillet 1962 | 14 juillet 1964 |
| 02 |                                                                            |                |                 |
| 03 | Directeur de SONITEX à Oran                                                | 1966           | 1980            |

## Maladie et décès
Mohamed Bellounar est décédé en 1999 à Oran à l'âge de 76 ans.